# Quercus rubra
Quercus rubra, el roble rojo americano, roble boreal rojo americano o roble rojo del norte, es una especie arbórea perteneciente a la familia de las fagáceas oriunda del centro y este de América del Norte, aunque se han encontrado ejemplares en el noreste y centro de México, (el norte de la Sierra Madre Oriental). Está clasificada en la sección Lobatae; del roble rojo de América del Norte, Centroamérica y el norte de América del Sur que tienen los estilos largos, las bellotas maduran en 18 meses y un sabor muy amargo. Las hojas suelen tener lóbulos terminados en un número variable de puntas agudas (flexibles, no hirientes).

## Distribución
Es originario de América del Norte, en el noreste de Estados Unidos, sureste de Canadá y el noreste de México. Crece desde el extremo norte de los Grandes Lagos, al este de Nueva Escocia, en el sur en lo que respecta a Georgia y en los estados con un buen suelo ligeramente ácido. A menudo llamado simplemente "Roble rojo", en el norte es oficialmente llamado así para distinguirlo del roble rojo del sur (Quercus falcata), también conocido como el "roble español".
En Europa el roble rojo americano se cultiva tanto para su explotación como especie forestal, como para fines ornamentales, aunque en la actualidad se considera una especie invasora en el centro del subcontinente.

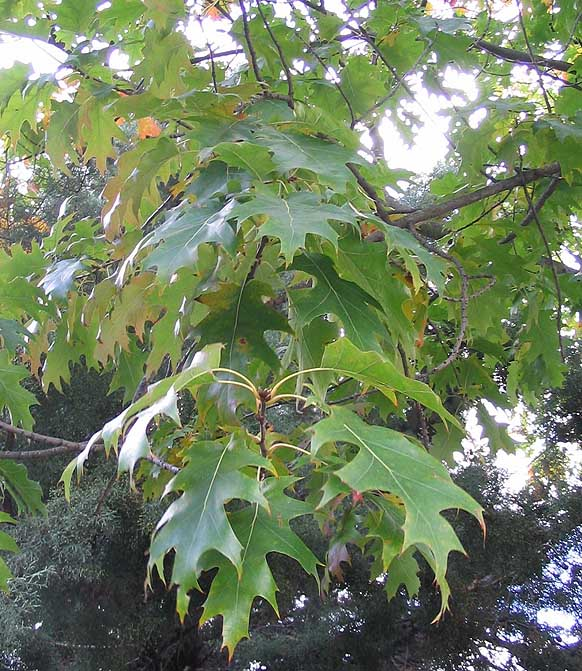
Hojas.

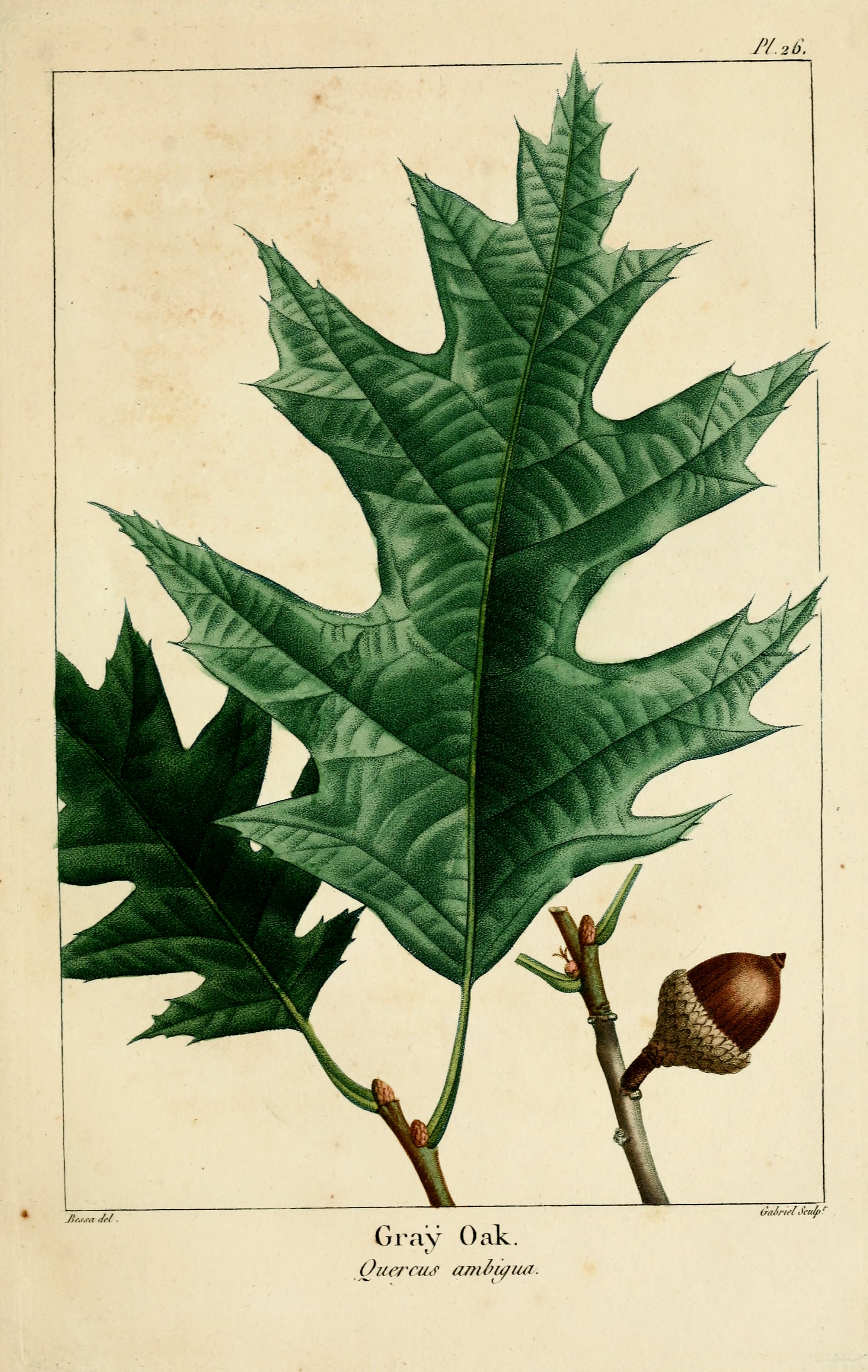
Ilustración

## Descripción
Es un árbol que crece recto y alto, alcanzando los 35 m de altura, con carácter excepcional llega a los 43 m de altura, con un tronco de hasta 1 m de diámetro; pero puede desarrollar un tronco de hasta 2 m de diámetro. Tiene ramas cada vez más sólidas en ángulo recto a la raíz, formando un estrecho remate de cabeza redonda. Crece rápidamente y es tolerante a los suelos de muchas y variadas situaciones, aunque prefiere la deriva glacial y bien drenado, en las cercanías de los arroyos.
Este roble es fácil de reconocer por su corteza, que tiene crestas que parecen rayas brillantes en el centro. Algunos otros robles tienen la corteza con este tipo de aparición en la parte superior del árbol, pero este es el único árbol con las rayas por todo el tronco.
La madera es de color marrón rojizo pálido, albura más oscura, pesada, dura, fuerte, de grano grueso. Hay que controlarla en el secado, pero cuando se trata con cuidado puede ser utilizada con éxito para el mobiliario. También se utiliza en la construcción y acabado de interiores de casas.
Sus grandes hojas alcanzan de 12 a 22 cm por término medio, distintas de las del roble europeo por 4 a 5 lóbulos angulares extremo más o menos espinosos. En otoño, las hojas tornan de color rojo y permanecen en el árbol hasta bien entrado el invierno.
Florece en primavera (abril-mayo) en los brotes jóvenes del año. Las flores femeninas, están agrupadas en pares, son pequeñas (2 mm), ovoides, de color rojo y pedunculadas.
Los frutos son bellotas de color rojo-marrón de unos 2 cm, cúpula muy amplia y plana con escamas que cubren solo la base de la glándula . Maduran en el árbol durante dos años para llegar a la madurez.

## Taxonomía
Quercus rubra fue descrita por Carlos Linneo y publicado en Species Plantarum 2: 996. 1753.
Etimología
Quercus: nombre genérico del latín que designaba igualmente al roble y a la encina.
rubra: epíteto latín que significa "rojo.
Sinonimia
- Erythrobalanus rubra (L.) O.Schwarz (1936).
- Quercus ambigua F.Michx. (1811), nom. illeg.
- Quercus borealis F.Michx. (1817).
- Quercus angulizana Raf. (1838).
- Quercus acerifolia Petz. & G.Kirchn. (1864), pro syn.
- Quercus coccinea var. ambigua (F.Michx.) A.Gray (1867).
- Quercus sada Mast. (1875).
- Quercus borealis var. maxima (Marshall) Sargent (1916).
- Quercus maxima (Marshall) Ashe (1916).
- Quercus borealis var. flabellata Croizat (1936).
- Quercus borealis f. flabellata (Croizat) Rehder 1949[7]